# かんなぎ
かんなぎとは、巫・神なぎ（神和ぎ・神薙ぎ・神凪）とも表記し、その場合（かみなぎ・かむなぎ）とも読む。

## 概要
巫（かんなぎ、古くは清音でかむなき）は、神の依り代、または神の憑依、または神との交信をする行為や、その役割を務める人を表す。詳しくは巫（ふ、かんなぎ）を参照。
南方熊楠は、『巫女（いちこ）に関することども』で、神社に仕える巫女を「かんなぎ」、歩き巫女の類を「みこ」とする。
神社によって、あれおとめ（賀茂神社）、きね、みかむこ、あねこ、こそ、物忌、宮の女（みやのめ。大三輪神社）、わか（鹽竈神社）、たまよりひめ、をさめ（香取神宮）、をそめ（吉備津神社）、いつきこ（松尾神社）、ないし、女別当、湯立て巫女、等と言う。
諏訪神社の大市、熱田神宮の想の市、鹽竈神社のワカ等、歩き巫女の呼称があることから、柳田國男は、元来この二種の巫女は同一の者であって、後に分かれたとする。